# Rue des Troènes
La rue des Troènes (en occitan : carrièra dels Picamèrles) est une voie de Toulouse, chef-lieu de la région Occitanie, dans le Midi de la France.

## Situation et accès

### Description
La rue des Troènes est une voie publique. Elle se trouve au nord du quartier des Sept-Deniers, dans le secteur 3 - Nord.
Longue de 1177 mètres, la rue des Troènes est orientée au nord. Elle naît de la rue Franz-Schubert, dont elle se sépare au niveau d'un rond-point aménagé face au no 16. Elle reçoit successivement les rues Giacomo-Puccini, Jean-Gayral, Victor-Duruy et des Peupliers. Elle longe ensuite le parc des Sept-Deniers, traversée par l'allée Anne-Laure-Arruebo, puis les parkings A et B du complexe sportif du Stade toulousain - Ernest-Wallon. Par le premier, elle est reliée cheminement Félix-Mendelssohn qui, après avoir franchi les voies du périphérique par un souterrain, longe le canal de Garonne. La rue des Troènes atteint la place Charles-Bimes, face à l'entrée principale du complexe sportif du Stade toulousain - Ernest-Wallon, puis oblique à l'ouest. Elle se termine au carrefour du chemin des Sept-Deniers, au niveau de la place Ferdinand-Louët.
La chaussée compte, entre la rue Franz-Schubert et l'entrée des parkings A et B, une seule voie de circulation automobile à sens unique puis, entre les parkings A et B et le chemin des Sept-Deniers, une voie de circulation dans chaque sens. Elle appartient sur toute sa longueur à une zone 30 et la vitesse y est limitée à 30 km/h. Il existe, entre la rue Franz-Schubert et l'entrée des parkings A et B, une bande cyclable pour les cyclistes circulant à contre-sens et, entre les parkings A et B et le chemin des Sept-Deniers, une bande cyclable de chaque côté.

### Voies rencontrées
La rue des Troènes rencontre les voies suivantes, dans l'ordre des numéros croissants (« g » indique que la rue se situe à gauche, « d » à droite) :
1. Rue Franz-Schubert
2. Rue Giacomo-Puccini (g)
3. Rue Jean-Gayral
4. Rue Victor-Duruy (g)
5. Rue des Peupliers (d)
6. Allée Anne-Laure-Arruebo - accès piéton (g)
7. Cheminement Félix-Mendelssohn - accès piéton (d)
8. Place Charles-Bimes (d)
9. Place Ferdinand-Louët (g)
10. Chemin des Sept-Deniers

### Transports
La rue des Troènes n'est pas directement desservie par les transports en commun Tisséo. Elle reste cependant accessible par les lignes de Linéo L1 et de bus 70, qui parcourent la route de Blagnac. De plus, les jours de matches du Stade toulousain, la navette Stade Ernest-Wallon dessert la rue Ferdinand-Lassalle. Enfin, en 2028, la station Sept Deniers – Stade Toulousain, sur la ligne de métro , ouvrira face au carrefour du chemin des Sept-Deniers.
Il existe plusieurs stations de vélos en libre-service VélôToulouse le long de la rue des Troènes ou des voies les plus proches : les stations no 131 (15 rue Paul-Bernies), no 219 (35 rue Giacomo-Puccini), no 240 (face 103 bis route de Blagnac) et no 287 (114 rue des Troènes).

## Odonymie
La rue tient son nom d'une haie de troènes qui bordait la rue à son extrémité sud-est, près de la rue Franz-Schubert. La rue Victor-Duruy porta également le nom de rue des Troènes-prolongée entre 1934 et 1937.

## Patrimoine et lieux d'intérêt

### Complexe sportif du Stade toulousain - Ernest-Wallon
Le complexe sportif Ernest-Wallon occupe un vaste espace d'une dizaine d'hectares, limité par la rue des Troènes au sud, le chemin des Sept-Deniers à l'ouest et les voies de l'échangeur no 31 du périphérique à l'est. Il est aménagé à la suite de la destruction des installations du Parc des sports des Ponts-Jumeaux, que le club occupait depuis 1907, afin d'aménager l'échangeur no 30 des Ponts-Jumeaux de la rocade ouest.
Le complexe sportif actuel comprend le nouveau stade Ernest-Wallon, construit entre 1978 et 1982, puis rénové et agrandi entre 2004 et 2006. Il prend le nom d'Ernest Wallon, professeur à la faculté de droit, fondateur de la Société des amis du Stade toulousain, propriétaire du Parc des sports des Ponts-Jumeaux, puis de l'actuel complexe sportif Ernest-Wallon.
- stade Ernest-Wallon.

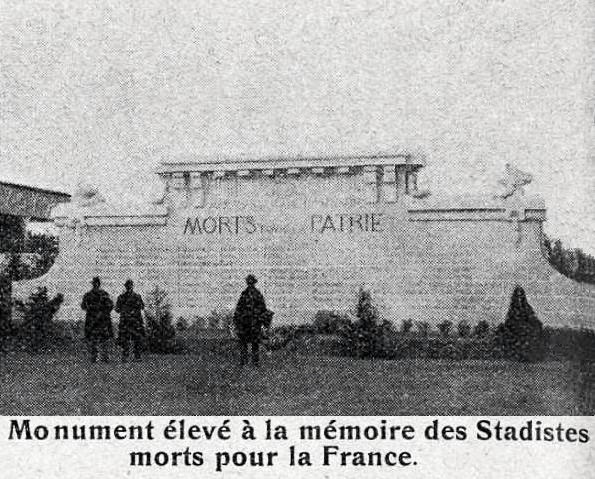
L'ancien monument aux morts du Stade toulousain, démoli en 2004.

- monument aux morts du Stade toulousain.
Le monument aux morts est réalisé en 2004 par le peintre estrétefontain Rémy Peyranne et l'atelier des maîtres-verriers toulousains Daniel et Michel Bataillou. Il est inauguré le 22 décembre par Henri Fourès, président des Amis du Stade Toulousain, en présence de personnalités sportives, politiques et médiatiques. Il remplace un premier monument, érigé en 1921 dans l'enceinte du Parc des sports des Ponts-Jumeaux, puis déplacé en 1980 sous les tribunes du nouveau stade Ernest-Wallon, et finalement démoli à la suite des travaux d'agrandissement menés à partir de 2004. Il se compose de six panneaux en verre trempé, fixés sur une structure en béton. Au centre, sur fond noir sont gravés les noms des 79 joueurs du Stade toulousain morts durant la Première Guerre mondiale, les 6 noms de ceux tués durant la Seconde Guerre mondiale et le nom de celui tué lors de la guerre d'Algérie. La liste est surmontée de l'inscription "Membres du Stade toulousain morts pour la France". Elle est encadrée par deux scènes peintes à la peinture acrylique noire sur toile de lin, figurant la Première et la Seconde Guerre mondiale[4],[5].

- Rugby-man.
La statue Rugby-man est une œuvre de Vincent Clerc, Bernard Mazzolo et Patrick Zevaco. Elle se dresse face à l'entrée principale du complexe sportif. Elle est inaugurée le 27 avril 2022 en présence du maire, Jean-Luc Moudenc, de la présidente de région, Carole Delga, et du président du Stade toulousain, Didier Lacroix[6].

### Immeubles et maisons
- no  27 : maison (deuxième quart du XXe siècle)[7].

### Parc des Sept-Deniers
Le parc des Sept-Deniers est un vaste espace vert de 23 800 m2, ouvert sur la rue des Troènes à l'est, la rue Pablo-Casals au sud et le chemin des Sept-Deniers à l'ouest.
Le 1er avril 2022, l'allée principale du parc est nommée en hommage à Anne-Laure Arruebo (1979-2015), jeune femme originaire de Quint-Fonsegrives, inspectrice des douanes et membre d'un club de supporters du Stade toulousain, victime des attentats du 13 novembre 2015 à Paris.